# مقتل بناز محمود
بناز محمود (1986-2006) وهي امرأة من أكراد العراق عاشت في مدينة ويمبلدون.
ولدت بناز في العراق وانتقلت إلى انجلترا مع عائلتها عندما كانت في العاشرة من عمرها. تزوجت زواج مدبر في سن السابعة عشر من رجل يكبرها بعشرة أعوام.وفي غضون أشهر تحول الزواج إلى حالة من العنف.
طلبت بناز الطلاق وارتبطت بعلاقة حب مع شخص اختارته بنفسها.
أراد كلا من عم بناز ووالدها السيطرة الكاملة عليها، وإجبارها على الزواج ممن يختاروه. ولجأت بناز إلى شرطة النجدة خمس مرات قبل وفاتها.
قام كلا من عمها ووالدها باغتصابها و قتلها انتقامًا لرفض بناز رغبتهم الشديدة في السيطرة علي اختيارها لشريك حياتها.
وقد صنف هذا الفعل الذي شمل الاغتصاب والقتل على أنه جريمة الشرف.
قادت كبيرة مفتشي المباحث بشرطة العاصمة كارولين جود التحقيق لانتشال جثة بناز ومحاكمة القتلة، وتأمين تسليم مجرم من العراق إلى المملكة المتحدة لأول مرة علي الأطلاق.
وأوضحت المفتشة كارولين جود أنه عندما طلبت الشرطة معلومات من المجتمع الكردي بجنوب لندن، استقبل طلب الشرطة بحالة من الصمت.
وقد أرخت قصتها في عام 2012 في فيلم وثائقي بعنوان بناز: قصة حب من إخراج وإنتاج ضياه خان.

## أنظر أيضا
- مقتل شافيليا أحمد
- مقتل رانيا العايد